# Craiva (rijeka)
Craiva je rijeka u Rumunjskoj, u županiji Alba, desna pritoka rijeke Cricău.